# Ravča
Ravča – wieś w Chorwacji, w żupanii splicko-dalmatyńskiej, w mieście Vrgorac. W 2011 roku liczyła 154 mieszkańców.
W Ravčy funkcjonuje węzeł autostrady A1.

## Galeria zdjęć

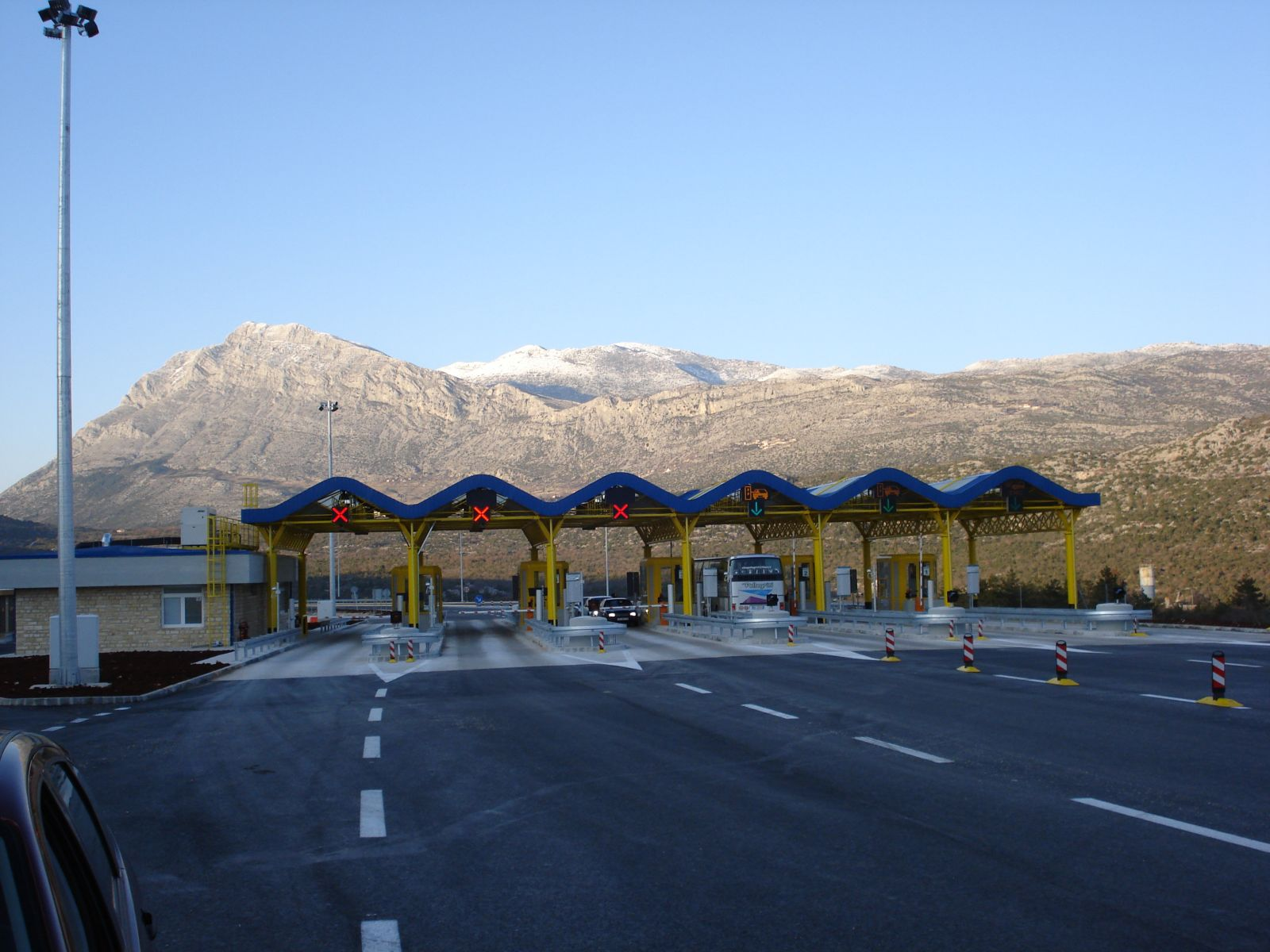
Bramki na autostradzie A1
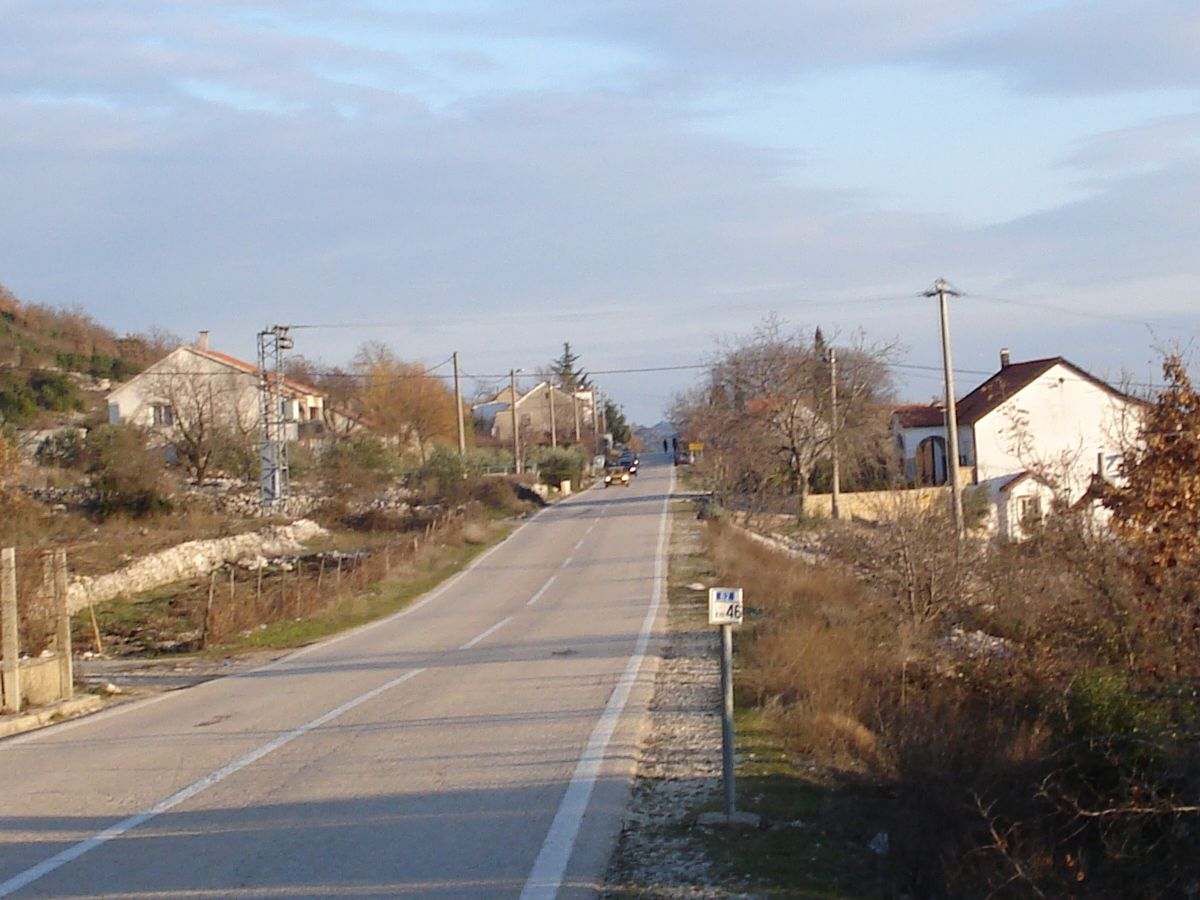
Ravča od strony zachodniej